# Евполид
Евполид (др.-греч. Εὔπολις; 446—411 годы до н. э.) — древнегреческий комедиограф. Один из наиболее ярких авторов произведений в жанре древней аттической комедии. Друг, а потом соперник Аристофана. Евполиду приписывают от 14 до 17 комедий, из которых сохранились менее 500 фрагментов, преимущественно в виде цитат в произведениях других авторов.
Античные авторы выделяли триаду великих комедиографов, в которую входили Кратин, Евполид и Аристофан. Евполид в своих произведениях критиковал современное ему общество, представлял в карикатурном виде его, а также современных ему политиков.
Существует несколько версий смерти Евполида. Наиболее правдоподобной антиковеды признают ту, согласно которой комедиограф погиб в 411 году до н. э. во время морского сражения при Киноссеме.

## Биография
Евполид родился в Афинах. Согласно византийской энциклопедии X века Суда его отцом был некий Созиполь. Согласно Суде, свою первую комедию Евполид представил публике в 17-летнем возрасте, что выглядит неправдоподобным и подозрительным, так как то же самое говорится о другом знаменитом комедиографе Аристофане. Так как дебют Евполида состоялся в 429 году до н. э., то датой рождения драматурга принято считать 446 год до н. э.

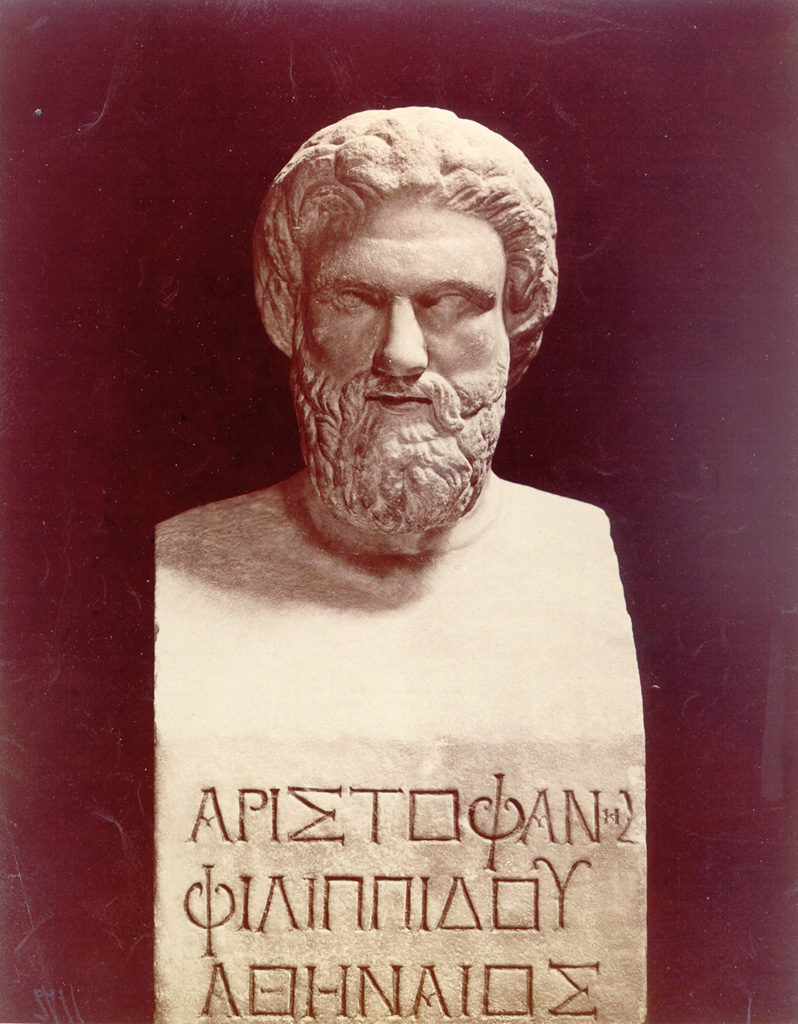
Бюст Аристофана. Уффици, Флоренция, Италия

Был другом Аристофана. В 421 году до н. э. на состязаниях комедиографов во время праздника Великих Дионисий его комедия «Льстецы» получила первый приз, в то время как «Мир» Аристофана — второе место. Это стало причиной ссоры двух драматургов. Во второй версии «Облаков» 419—416 годов до н. э. Аристофан напрямую обвиняет Евполида в плагиате: «Первым Евполид забежал, „Мариканта“ вывел он. / Подлый, подло он обокрал наших славных „Всадников“». Близость сюжета аристофановых «Всадников» и евполидового «Мариканта» не могла не обратить на себя внимание. Обе комедии преследуют популярных афинских политиков: аристофановы «Всадники» — Клеона, евполидов «Марикант» — Гипербола, который после смерти Клеона захотел занять его роль вождя демагогов. Однако вопрос о том, был ли плагиат и кто у кого переписал сюжет, остаётся открытым. По свидетельству античного схолиаста, Евполид заявлял, что «помог Плешивому написать „Всадников“». Более того, комментатор считал, что антода и антэпиррема малой парабасы «Всадников» (около 25 строк) написаны Евполидом. Вопрос относительно того, кто у кого заимствовал идеи, остаётся открытым. Комедиограф Кратин упрекал Аристофана, что тот многое списал у Евполида. В то же время премьера комедии Евполида «Марикант» состоялась через несколько лет после первой постановки сходных по сюжету «Всадников» Аристофана.
Евполид известен в качестве одного из наиболее ярких комедиографов Древней Греции. В жанре древней аттической комедии внимание акцентировали на злободневных вопросах, критике любых более-менее заметных личностей, в том числе политиков, поэтов и философов. Как и другие афинские комедиографы V века до н. э., Евполид критиковал народ Аттики, изображал его в карикатурном виде. Так, комедия «Почитатели» (др.-греч. Βάπται) представляла сатиру на популярного политика Алкивиада, а «Льстецы» на софистов. Одновременно он воспевал «золотое» прошлое Афин. Плутарх в «Сравнительных жизнеописаниях» дважды цитирует Евполида при описании биографий знаменитых политиков. Так, он дал следующую ёмкую характеристику политика Фаякса в одной строке: «Болтать он мастер был, а говорить не мог». Относительно Кимона Евполид писал:
... плохим 
Он не был, хоть и был беспечным пьяницей, 
Хоть часто ездил даже в Спарту ночевать, 
Оставив Эльпинику в одиночестве.
Ораторский талант Перикла Евполид отметил словами: «Убежденье слетает с его губ, / Оно проникает в душу, и единственный из всех ораторов / В сердце оставляет жало».
Предположительно создал от 14 до 17 комедий. Сохранились лишь фрагменты 12 сочинений. О популярности Евполида свидетельствует, что он семь раз занимал первое место на состязаниях комедиографов.

## Смерть
Иэн Сторей выделил четыре античных предания о смерти Евполида. Первая связана с Алкивиадом. Евполид зло высмеивал политика. Когда драматург оказался под его командованием во время Сицилийской экспедиции, тот приказал утопить Евполида. Если эта версия верна, то Евполид погиб весной или летом 415 года до н. э. Эту версию смерти в различных вариациях передают Ювенал, Платоний, Элий Аристид, Фемистий, Иоанн Цец и один анонимный источник. Последние два добавляют в историю деталь о том, что моряки по указанию Алкивиада многократно окунали привязанного Евполида в море. Данная версия противоречит другим античным источникам. Цицерон в одном из писем указывал: «Кто только не говорил, что Евполид, принадлежащий к древней комедии, был выброшен в море Алкивиадом во время его плавания в Сицилию? Эратосфен это опроверг, приводя комедии, которые тот поставил позже этого времени».
Древнегреческий географ II века н. э. Павсаний описывал могилу Евполида рядом с Сикионом в Коринфике.
По версии Клавдия Элиана, Евполида похоронили на острове Эгина. Его могилу какое-то время охранял верный пёс Авгий. Истории о собаках, которые до самой смерти не отходят от могилы хозяина, встречаются и в других античных жизнеописаниях. Также, по мнению Сторея, история могла быть представлена в одной из несохранившихся пьес Евполида, а затем экстраполирована на него самого.
Согласно византийской энциклопедии X века Суда, Евполид погиб во время морского сражения в районе Геллеспонта. Источник информации не приведен. Теоретически это могло произойти во время одного из трёх морских сражений Пелопоннесской войны: битвы при Киноссеме 411 года до н. э., битвы при Аргинусских островах 406 года до н. э. и сражения при Эгоспотамах 405 года до н. э. При этом общепринятой среди антиковедов датой смерти Евполида признан 411 год до н. э. Это связано с тем, что ни одна из его датированных комедий не относится ко времени после 412 года до н. э. и ни в одном из сохранившихся фрагментов не содержатся упоминания более поздних событий.

## Сочинения, публикации фрагментов
Ни одно из сочинений Евполида полностью не сохранилось. Об их названиях, особенностях сюжета современники могут делать выводы из сохранившихся фрагментов (около 500). Согласно различным источникам и современным оценкам, Евполид за свою жизнь написал от 14 до 17 пьес. Иэн Сторей перечисляет 13 названий комедий, чьё авторство не вызывает сомнений: «Человек из Проспальты» (429 год до н. э.), «Золотая раса» (426 год до н. э.), «Праздник новолуния» (425 год до н. э.), «Козы» (424 год до н. э.), «Полисы» (422 год до н. э.), «Марикант» (негреческое слово обозначающее «Развратник») (421 год до н. э.), «Льстецы» (421 год до н. э.), «Автолик» (420 год до н. э.), «Демы» (417 год до н. э.), «Почитатели» (416 год до н. э.), «Бригадиры» (415 год до н. э.), «Освобождённые от военной службы» или «Гермафродиты» (414—412 годы до н. э.), «Друзья» (414—412 годы до н. э.). К ним можно добавить второе издание «Автолика» (419 или 418 год до н. э.). Возможным считают авторство Евполида комедий «Илоты» (428 или 427 год до н. э.), «Лаконцы» и «Нарушители правосудия». Из античных источников современные учёные имеют возможность смоделировать сюжет лишь половины комедий Евполида.
В сохранившихся фрагментах пьесы «Козы» (др.-греч. Αίγες) описана идиллическая картина изобилия на пастбищах. При этом хор, в отличие от произведений других комедиографов соответствующего периода, не ностальгирует о прошедшем «Золотом веке», когда земля порождала всё необходимое сама по себе. Произведение, по всей видимости, имело сходные сюжетные элементы с более поздней комедией Аристофана «Облака». Хор из коз напоминает хор из облаков, главным негативным героем у Евполида выведен развратитель молодёжи учитель софистики Продам, в то время как у Аристофана — Сократ. Строки из «Облаков»: «Чудесной, тихой жил я жизнью сельскою, / В уюте, и в достатке, и в спокойствии / Средь пчел, вина, оливок и овечьих стад» и «Я ж говорил: "Вот вырастешь, и коз в горах / Пасти пойдешь, как твой отец, кожух надев» имеют явное сходство с сохранившимися фрагментами из «Коз» Евполида. Возможно, сюжет «Коз» в целом соответствовал «Облакам».
Первая постановка «Полисов» (др.-греч. Πόλεις) состоялась на празднике Великих Дионисий в 422 году до н. э. Сохранилось 40 фрагментов различного объёма, от четырёх строк до одного слова. При попытках создать реконструкцию антиковеды сходятся во мнении, что хор состоял из персонификаций древнегреческих городов-полисов. Ральф Розен считал, что в пьесе обосновывалось неравенство между Афинами и союзными им городами. Полисы Делосского союза находились в таком же подчинении к Афинам, как женщина к мужчине в античном обществе. Гилберт Норберт и Георг Кайбель предполагали, что пьеса завершалась сценой свадьбы невест-полисов и афинян-женихов.
Из «Демов» (др.-греч. Δῆμοι) до современников дошли два отрывка, содержащие 120 строк, из кодекса V—IV веков до н. э., а также 47 фрагментов, самый большой из которых состоит из семи ямбических триметров. Пьесу датируют промежутком между битвой при Мантинее (418 год до н. э.), упоминаемой в одном из фрагментов, и годом смерти Евполида. Существует несколько версий о дате постановки, наиболее достоверной считается 412 год до н. э. Согласно сюжету в Аид после смерти попадает Миронид. Он рассказывает мёртвым о жизни в Афинах и жалуется на общий упадок нравов. Слова стратега произвели на мёртвых сильное впечатление и они решают отправить на землю великих политиков прошлого — Солона, Мильтиада, Аристида и Перикла, которые вновь получили власть менять и вводить законы. Столкновение их с живой действительностью приводит
к комическим результатам, как, к примеру, разговору Аристида с сикофантом. Устами умерших политиков драматург дал собственные советы по обустройству жизни в Афинах.
В «Льстецах» (др.-греч. Κόλακες) в 423 году до н. э. Евполид поиздевался над софистами и прихлебателями, окружавшими Каллия, пока тот был богат. Среди прочих он высмеял софиста Протагора. Евполид охарактеризовал знаменитого философа словами: «Он, заблуждающийся грешник, хвастливо лжёт о небесных явлениях, а ест то, что от земли (добывается)».
В «Почитателях» (др.-греч. Βάπται) комедиограф нападал на политика Алкивиада, изображённого почитателем культа фракийского божества Котис.
В «Автолике» высмеивают одноимённого персонажа, мальчика-эромена богатейшего жителя Афин Каллия. Судя по всему, учитывая описания Каллия в «Пире» Ксенофонта и в речи «О мистериях» Андокида, вокруг знатного богача было много скандалов и пересудов.
«Бригадиры», как видно уже из названия, высмеивали стратегов и методы ведения войн. В одном из античных схолиев указано, что в комедии один из стратегов обучал бога веселья и виноделия Диониса правилам и особенностям войны.
Объектом критики в «Освобождённых от военной службы» стали политики Клеоним и Писандр. По всей видимости, произведение являлось антивоенной комедией.
Сохранившиеся фрагменты из сочинений Евполида несколько раз публиковали в сборниках античных комедиографов, в том числе таких как:
- Meineke Augustus. Potarum Graecorum comicorum fragmenta. — 1855.
- Kock Theodor. Comicorum atticorum fragmenta. — B. G. Teubner, 1880. — Vol. I.
- Kassel Rudolf, Colin Austin. Poetae comici Graeci (PCG).: Damoxenus – Magnes. — W. de Gruyter, 1983. — Vol. 5. — 367 p. — ISBN 3-11-010922-0.

## Оценки творчества
Гораций (65—8 годы до н. э.) так описал заслуги авторов произведений жанра древней аттической комедии:
Аристофан и Кратин, Эвполид и другие поэты,
Мужи, которые древней комедии славою были,
Если кто стоил представленным быть на позорище людям,
Вор ли, убийца ль, супружник ли прав оскорбитель бесчестный,
Смело, свободно его на позор выставляли народу.
В целом античная критика выделила по аналогии с триадой трагических драматургов Эсхилом, Софоклом и Еврипидом, триаду комедиографов — Кратина, Евполида и Аристофана. Современники считали Евполида изобретательным комедиографом с богатой фантазией, подчёркивали изящество речи и тонкую насмешку в его произведениях.

### Античные источники
- Аристофан. Всадники // Комедии. Фрагменты / Перевод Адр. Пиотровского. Издание подготовил В. Н. Ярхо, отв. ред. М. Л. Гаспаров. — М.: Ладомир — Наука, 2008.
- Гораций. Сатиры // Собрание сочинений. — СПб.: Биографический институт, Студия биографика, 1993.
- Диодор Сицилийский. Историческая библиотека / Перевод, статья, комментарии и указатель О. П. Цыбенко.. — М.: Лабиринт, 2000. — (Античное наследие).
- Марка Фабия Квинтилиана двенадцать книг РИТОРИЧЕСКИХ НАСТАВЛЕНИЙ / Переведены с Латинского Императорской Российской Академии Членом Александром Никольским и оною Академиею изданы. — СПб.: типография Императорской Российской Академии, 1834.
- Павсаний. Описание Эллады / Перевод и примечания С. П. Кондратьева под редакцией Е. В. Никитюк. Ответственный редактор проф. Э. Д. Фролов.. — СПб.: Алетейя, 1996. — ISBN 5-89329-006-2.
- Плутарх. Сравнительные жизнеописания в двух томах / Перевод С. П. Маркиша, обработка перевода для настоящего переиздания — С. С. Аверинцева, переработка комментария — М. Л. Гаспарова.. — 2-е. — М.: Наука, 1994.
- Цицерон. 251. Титу Помпонию Аттику, в Эпир // Письма Марка Туллия Цицерона к Аттику, близким, брату Квинту, М. Бруту. Т. II, годы 51—46 / Перевод и комментарии В. О. Горенштейна. — М.; Л.: Издательство Академии Наук СССР, 1950.

### Современные исследования
- Эвполид // Словарь античности = Lexikon der Antike / сост. Й. Ирмшер, Р. Йоне ; пер. с нем. В. И. Горбушин, Л. И. Грацианская, И. И. Ковалёва, О. Л. Левинская ; редкол.: В. И. Кузищин (отв. ред.), С. С. Аверинцев, Т. В. Васильева, М. Л. Гаспаров и др. — М.: Прогресс, 1989. — С. 645—646. — 704 с. — ISBN 5-01-001588-9.
- Евполид : [арх. 17 августа 2022] / Ненарокова М. Р. // Динамика атмосферы — Железнодорожный узел. — М. : Большая российская энциклопедия, 2007. — С. 514. — (Большая российская энциклопедия : [в 35 т.] / гл. ред. Ю. С. Осипов ; 2004—2017, т. 9). — ISBN 978-5-85270-339-2.
- Афонасин Е. В. Протагор из Абдер. Фрагменты и свидетельства // Scholae. Философское антиковедение и классическая традиция. — Новосибирский национальный исследовательский государственный университет, 2020. — Т. 14, вып. 1. — С. 309—338. — doi:10.25205/1995-4328-2020-14-1-309-338.
- Белкин М. В., Плахотская О. Евпол // Античные писатели. — СПб.: Лань, 1998. — 448 с. — ISBN 5-8114-0104-3.
- Борухович В. Г. История древнегреческой литературы. Классический период. — М.: Высшая школа, 1962.
- Маковельский А. О. Софисты (выпуск первый). — Баку: Издание НКП Азербайджанской ССР, 1940.
- История греческой литературы / под редакцией С. И. Соболевского, Б. В. Горнунга, З. Г. Гринберга, Ф. А. Петровского, С. И. Радцига. — Москва • Ленинград: Издательство академии наук СССР, 1946. — Т. I.
- Олсон С. Д. «Демы» Евполида и афинская политика в 413—412 гг. до н. э. // Шаги/Steps. — 2017. — Т. 3, № 4. — С. 128—139. — ISSN 2412-9410.
- Шумилина Е. Д. Замечание к Ar. Ach. 31—36: уголь и асфодель в Афинах // Индоевропейское языкознание и классическая филология. — 2017. — С. 881—887. — ISSN 2306-9015.
- Шумилина Е. Д. К реконструкции комедии Евполида «Города» // Индоевропейское языкознание и классическая филология. — 2018. — Т. XXII, № 2. — С. 1401—1416. — ISSN 2306-9015.
- Ярхо В. Н. Древняя аттическая комедия // История всемирной литературы: В 9 томах / Ред. коллегия тома: И.С.Брагинский(ответственные ред.), Н.И.Балашов, М.Л.Гаспаров, П.А.Гринцер. — М.: Наука, 1983. — Т. 1. — С. 370—372. — 583 с.
- Kaibel G.[нем.]. Eupolis 3 :  [нем.] / Georg Wissowa // Paulys Realencyclopädie der classischen Altertumswissenschaft. — Stuttgart : J. B. Metzler’sche Verlagsbuchhandlung, 1907. — Bd. VI, 1. — Kol. 1230—1235.
- Storey I. C. Dating and Re-Dating Eupolis. — Phoenix, 1990. — Vol. 44, № 1. — P. 1—30. — doi:10.2307/1088563. — JSTOR 1088563.
- Storey I. C. Eupolis, Poet of Old Comedy (англ.). — Norfolk: Oxford University Press, 2003. — ISBN 0-19-925992-5.